# Húnafjörður
Húnafjörður är den östligaste fjorden i bukten Húnaflói på nordvästra Island.   Den ligger i regionen Norðurland vestra, 180 km norr om Reykjavík. Húnafjörður avgränsas av halvöarna Vatnsnes i väster och Skagi i öster. Ett äldre namn på fjorden är Vatnafjörður, vilket syftar på sjöarna (”vatn”) längst fjordens sydkust. Här ligger på rad lagunerna Sigríðarstaðavatn, Hóp och Húnavatn. På landtungan mellan Hóp och Húnavatn, nordost om Hóp, låg förr den gamla tingsplatsen Húnaþing med  klostret Tingöre. En ganska stor sjö, Vesturhópsvatn, ligger en halvmil söder om Sigríðarstaðavatn.
Det största samhället vid Húnafjörður är Blönduós på östra sidan, där älven Blanda har sitt utlopp. Sydost om Blönduós ligger Vatnsdalur där landnamsmannen Ingemund den gamle upprättade ett godedöme, vilket omtalas i Vatnsdælasaga.
Klimatet i trakten är arktiskt. Årsmedeltemperaturen i trakten är −3 °C.

## Källor

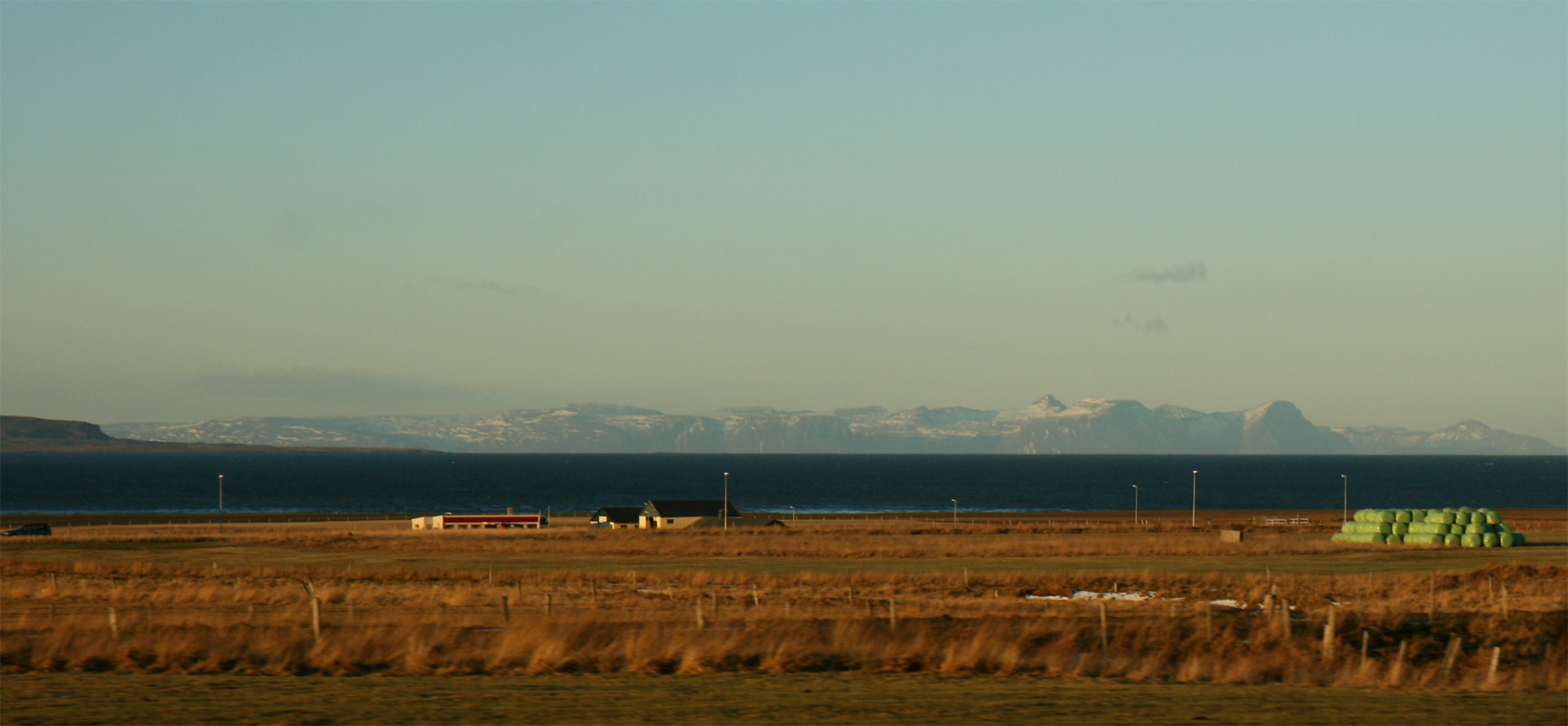
Utsikt över Húnafjörður från öster med bergen på halvön Vatsnes i bakgrunden.